# Jimmy Adams
James "Jimmy" Adams  (Troon, 21 oktober 1910 - Londen, 9 januari 1986) was een Schotse golfprofessional.
Adams golfcarrière werd door de Tweede Wereldoorlog onderbroken. Voor de oorlog eindigde hij tweemaal op de tweede plaats bij het Brits Open en speelde hij een keer in het Ryder Cupteam. Na de oorlog behaalde hij zijn eerste grote overwinning bij de Dunlop Masters.
Jimmy Adams won in 1949 het Dutch Open op de Kennemer Golf & Country Club en het Belgisch Open op de Royal Golf Club des Fagnes in Spa. Ook werd hij dat jaar clubprofessional op The Wentworth Club.

## Overwinningen

### Individueel
- 1946: Dunlop Masters
- 1949: Dutch Open, Belgisch Open
- 1951: Italiaans Open

### Team
- Ryder Cup: 1939, 1947, 1949, 1951, 1953